# Pic Eccles
El Pic Eccles (4,041 m) és una muntanya del massís del Mont Blanc a la Vall d'Aosta. Es troba al peu de l'aresta "Innominata" en direcció a la cima del Mont Blanc. La muntanya rep el nom de l'alpinista anglès i geòleg James Eccles.
Tot i que la muntanya fou probablement ascendida per primer cop el 31 d'agost de 1874 per J.G.A. Marshall amb els guies Johann Fisher i Ulrich Almer, la primera ascensió documentada amb certesa fou el 30–31 d'agost de 1877 per James Eccles amb els guies Alphonse i Michel Payot durant la primera pujada al Mont Blanc de Courmayeur.